# Гадюкообразная смертельная змея
Гадюкообра́зная смерте́льная змея́ (лат. Acanthophis antarcticus) — ядовитая змея из рода смертельных змей семейства аспиды.

## Описание
Общая длина 70—100 см. Примечательно значительное внешнее сходство с гадюками. Широкая голова с выступающими скулами имеет треугольную форму с резким шейным перехватом, надглазничные щитки резко выступают вбок, чешуя на верхней стороне туловища ребристая. Клыки достаточно большие. Туловище короткое. Окраска тела светло-коричневая с несколькими тёмными полосами вдоль туловища.

## Распространение
Обитает в Австралии, на о. Новая Гвинея и соседних островах.

## Образ жизни
Предпочитает лесистую, кустарниковую местность. Активна ночью. Передвигается в основном по земле. Пищей являются мелкие млекопитающие, птицы и змеи.
Это живородящая змея. Самка рождает 10—20, очень редко 30 детёнышей.
Поведение схоже с гадюкой. При возникновении опасности лежит неподвижно, не спасаясь бегством и не принимая отпугивающие позы, а полагается на свою окраску, что делает её незаметной. В связи с такой манерой поведения путник чаще сталкивается вплотную со змеей и бывает укушен ею. Яд достаточно мощный, исключительно нейротоксический. Действие яда выражается в постепенно развивающемся параличе. Смерть наступает через шесть часов после укуса в результате паралича дыхательных мышц.  До появления сыворотки, половина укушенных этой змеёй людей погибала.

## Подвиды
- Acanthophis antarcticus antarcticus
- Acanthophis antarcticus cliffrosswelingtoni
- Acanthophis antarcticus schistos